# Brama Nizinna w Gdańsku
Brama Nizinna (niem. Lege-Tor, Leeges Tor, Niedertor) – jedna z zabytkowych, nowożytnych bram miejskich Gdańska. Znajduje się w Śródmieściu na Starym Przedmieściu.

## Historia

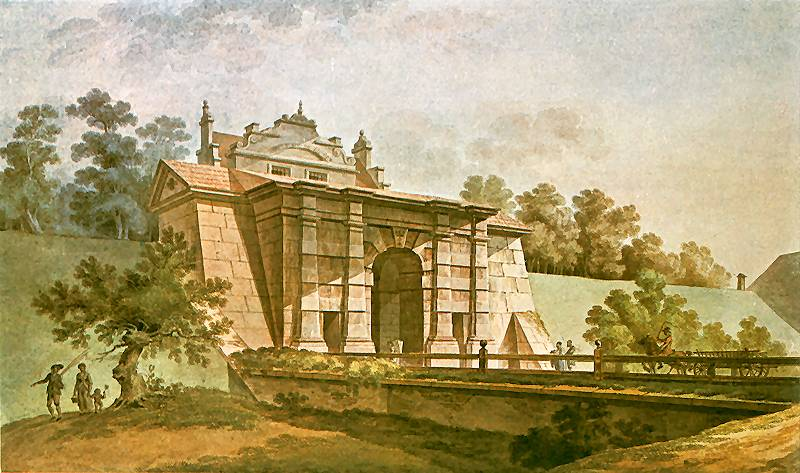
Brama Nizinna, ok. 1800

W końcu XVI wieku I Rzeczpospolita znajdowała się w długotrwałym konflikcie zbrojnym ze Szwecją. Bezpośrednie zagrożenie wojenne spowodowało, że władze Gdańska zdecydowały o ufortyfikowaniu miasta zgodnie z najnowszą ówcześnie sztuką obronną, zastępując umocnienia średniowieczne. W latach 1623–1638 został zbudowany od strony południowej i wschodniej ciąg czternastu bastionów typu staroholenderskiego, według projektu Korneliusza van den Boscha. Brama była jedną z czterech nowożytnych bram miasta, jednej na każdą stronę świata, w otaczającym pierścieniu wałów ziemnych. Pozostałymi bramami były: Brama Wyżynna (z lat 1574–1575), Brama Żuławska (z 1628 roku) i nieistniejąca Brama św. Jakuba (z lat 1625–1635). Po wybudowaniu nazywano ją krótko Nową Bramą. 
Brama została zbudowana w 1626 roku przez Jana Strakowskiego, na podstawie planów fortyfikacyjnych sporządzonych przez Corneliusa van den Bosche w 1619 roku. Zlokalizowana na południowym krańcu Gdańska, umożliwiała wjazd do miasta od południa, od strony Żuław. Wykonana z cegły, po zewnętrznej stronie murów została wyłożona ozdobnym kamieniem. Na tej ścianie został umieszczony rok budowy i herb Gdańska. Zamykana była z dwóch stron drewnianymi wrotami, które dzięki ocaleniu bramy od zniszczeń wojennych zachowały się do dziś. Komunikację umożliwiał centralny, szeroki i sklepiony przejazd oraz dwa boczne przejścia dla pieszych. Nad bramą góruje wystająca ponad koronę wału wartownia z oknami służącymi do obserwacji dojść do bramy. Wartownię wieńczą schodkowe attyki, których forma ma charakter renesansu gdańskiego. Od wewnętrznej strony wału, symetrycznie przy obu przejściach dla pieszych, do bramy dobudowano dwa budynki dla wartowników. Brama została umiejscowiona w kurtynie pomiędzy Bastionem św. Gertrudy i Bastionem Żubr, przez które była flankowana. Jej dodatkowym zabezpieczeniem była fosa, w postaci Opływu Motławy. Brama była najbardziej okazałą po Bramie Wyżynnej.
Drewniany most nad fosą zlikwidowano około 1935 roku. Został zastąpiony wałem ziemnym, po którym poprowadzono utwardzoną drogę. Podczas II wojny światowej brama doznała niewielu uszkodzeń, które zostały naprawione w trakcie generalnego remontu w 1947 roku. W 2006 obiekt przejęło miasto, a w latach 2015–2016 kosztem 4,5 mln zł przeprowadzono kolejne prace konserwatorskie i remontowe w celu przywrócenia dawnej świetności zabytkowi. W ramach prac wykonano remont dachu, sklepień przejazdu i pomieszczeń oraz ścian, konserwację detali architektonicznych oraz czterech skrzydeł oryginalnych furt bramy i tyleż samo furtek, wymianę instalacji odgromowej, wodno-kanalizacyjnej oraz stolarki okiennej.
Jest jedyną z historycznych bram miasta, przez którą odbywa się regularny ruch drogowy. Do 2018 planowano utworzenie trasy objazdowej, w tym celu w 2016 władze miejskie zamówiły projekt wykorzystania w tym celu rejonu dawnego mostu kolejowego na linii do dworca Gdańsk Brama Nizinna, jednak przetarg na prace budowlane ogłoszono dopiero w 2021, z przewidywanym rocznym terminem realizacji i kosztem realizacji w wysokości 16 mln zł. Prace drogowe, aczkolwiek rozpoczęte, zostały w marcu 2022 bezterminowo wstrzymane z powodu decyzji wojewódzkiego konserwatora zabytków.
W pobliżu bramy znajdują się zabytkowe budowle – Baszta Biała (z 1461 roku), Baszta pod Zrębem (z 1487 roku) i Mała Zbrojownia (z 1645 roku).

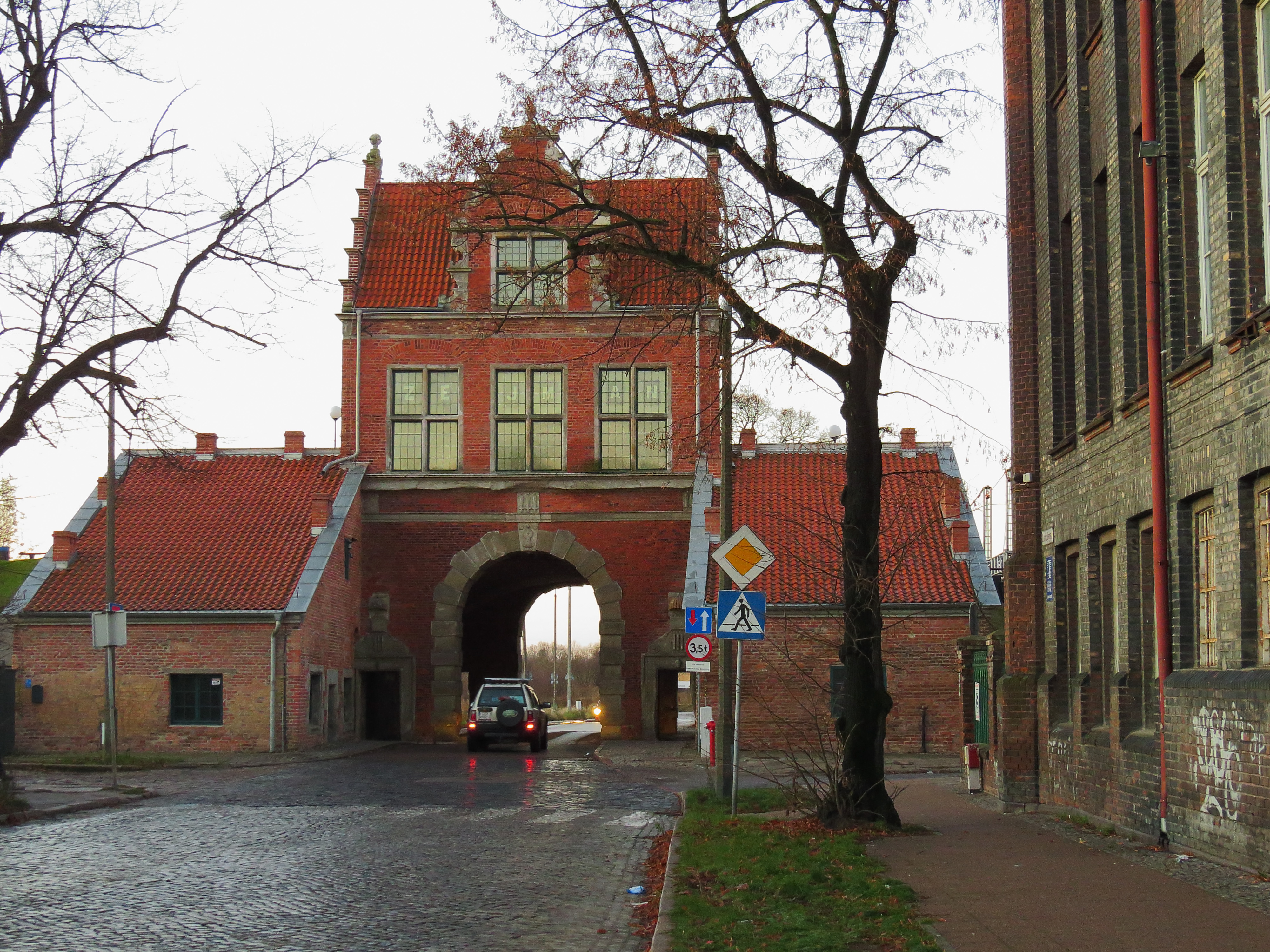
Widok od Starego Przedmieścia (strona wewnętrzna bramy)
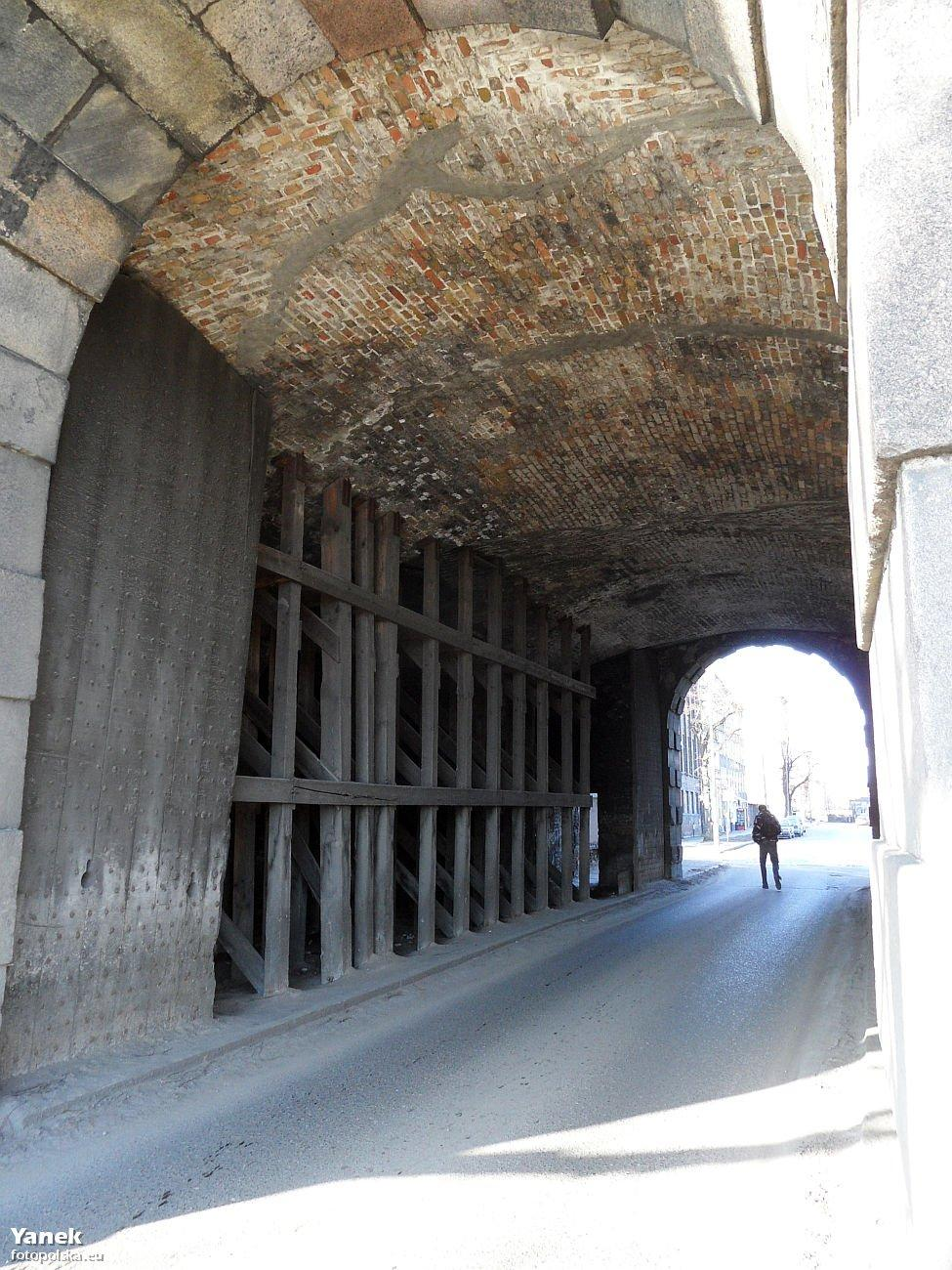
Sklepiony przejazd
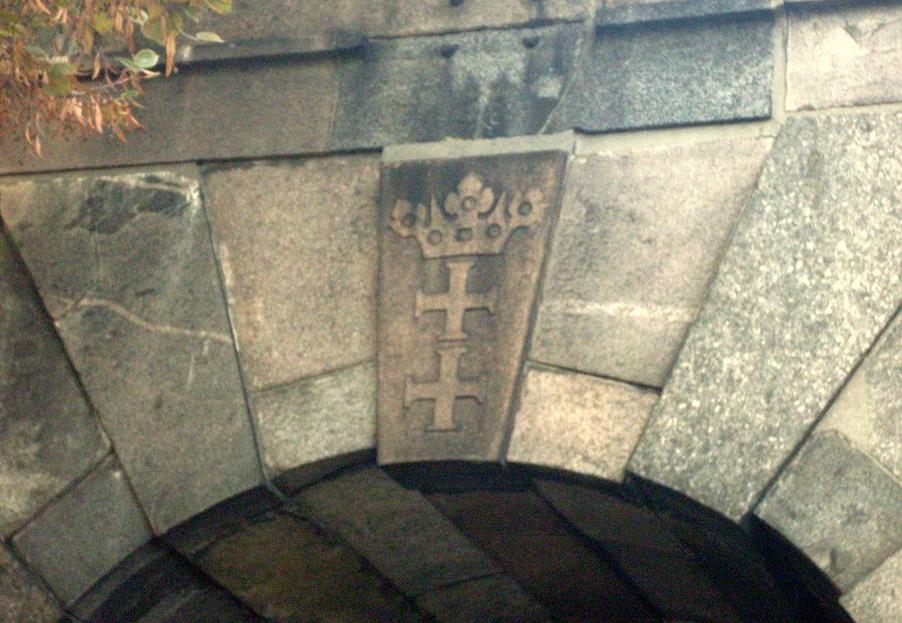
Herb Gdańska
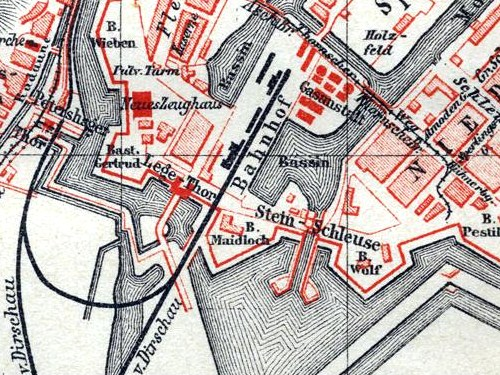
Brama z otoczeniem na planie z 1885 roku